# Eduard von Knorr

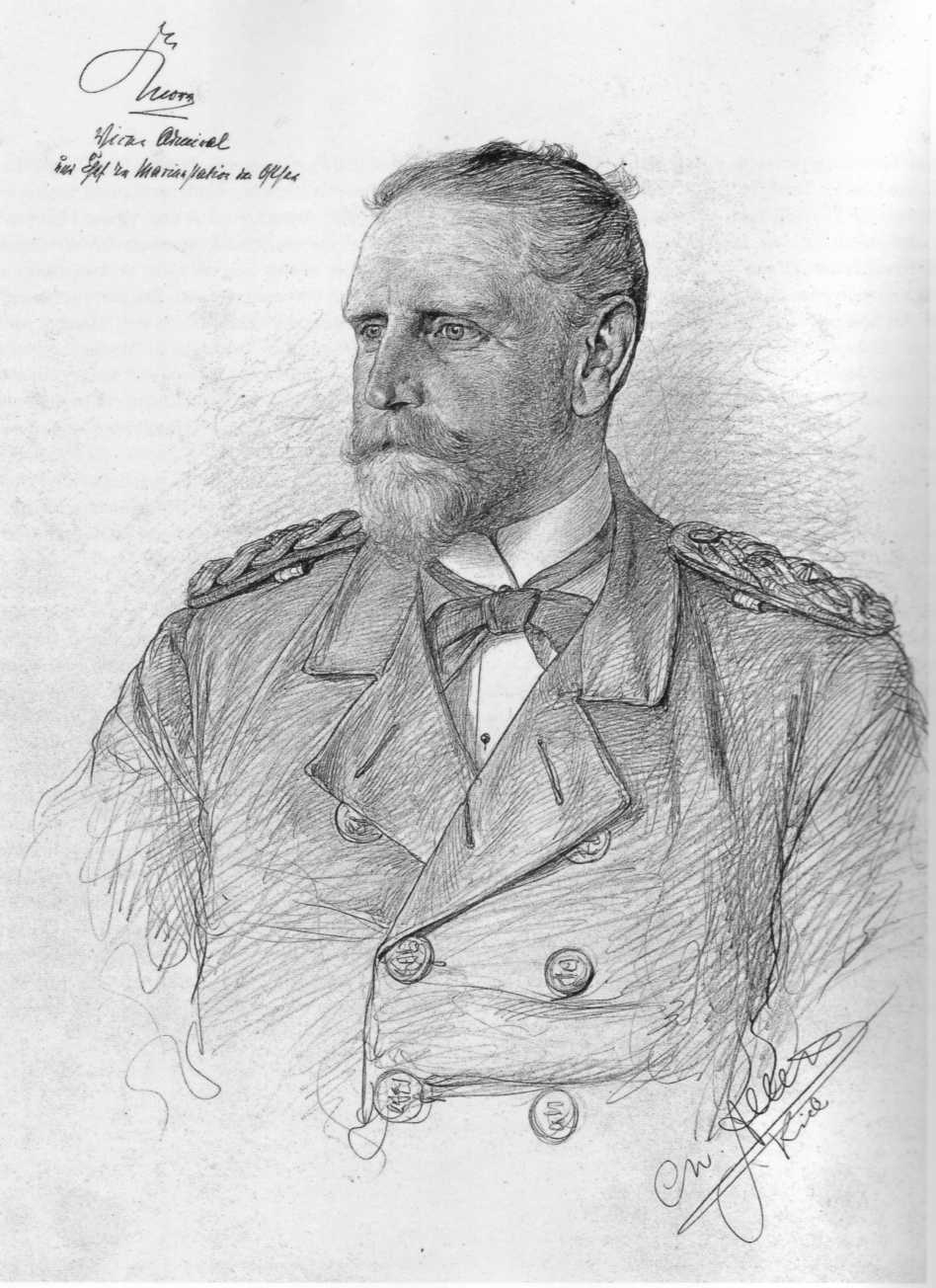
Portrait d'Eduard von Knorr par Christian Wilhelm Allers, 1891

Ernst Wilhelm Eduard von Knorr (né à Sarrelouis le 8 mars 1840- décédé à Berlin le 17 février 1920) est un amiral allemand de la Kaiserliche Marine (marine impériale) qui contribua principalement à la création et au développement de l'empire colonial allemand.

## Biographie
Eduard Knorr (sans von, car il sera anobli plus tard) entre dans la marine prussienne en 1856. Il sert sur la corvette Danzig et, cette même année, il participe aux escarmouches livrées par l'équipage de ce navire contre des pirates marocains. En 1859, il est nommé Unterleutnant (sous-lieutenant) et jusqu'en 1862, il navigue à bord de l'Elbe qui croise en Extrême-Orient. Il devient Leutnant (lieutenant) en 1862, puis Kapitänleutnant (lieutenant-capitaine) en 1865. Il sert sur la SMS Thetis.
À la guerre franco-allemande de 1870-1871, il commande la canonnière SMS Meteor (en) avec laquelle il livre contre l'aviso le Bouvet le seul combat naval du conflit, le 9 novembre 1870, au large de Cuba. Il est décoré de la croix de fer de 2e classe à la suite de cet affrontement et il est promu au grade de korvettenkapitän. Il est ensuite spécialiste d'hydrographie à l'amirauté. Il prend part en 1874 à un long voyage dans le Pacifique au commandement de la SMS Hertha qui l'amène à négocier un contrat commercial et d'amitié avec les îles Tonga pour l'Empire allemand, le signataire du côté du royaume de Tonga étant le missionnaire britannique méthodiste Shirley Baker. C'est alors que sa carrière prend un nouveau tournant: Knorr est élevé au grade de Kapitän zur See en 1876, devient chef de l'état-major de l'amirauté en 1881 et vice-amiral d'escadre en 1883.
Eduard Knorr commande l'escadre d'Afrique de l'Ouest en décembre 1884, lorsqu'il doit intervenir dans les rivalités entre clans à Douala, et finit par imposer la souveraineté allemande dans l'estuaire du Cameroun. Il reçoit en signe de gratitude l'ordre de l'Aigle rouge et devient le premier gouverneur allemand de la colonie pendant un peu plus de douze semaines, du 1er avril 1885 au 4 juillet 1885, en attendant que l'administration venant de l'empire soit mise en place. Ensuite, il commande, à bord du SMS Bismarck, une escadre de croiseurs qui se dirige vers Zanzibar, où Knorr négocie avec le sultan l'acquisition de terres pour l'Empire colonial allemand en Afrique de l'Est et signe avec lui un traité de commerce et d'amitié.
Après l'Afrique, Knorr est ensuite à Samoa, en 1886, à la tête d'une escadre de croiseurs. Il est nommé vizeadmiral en 1889, amiral, le 31 mai 1893, et amiral commandant, en 1895. Il est anobli, le 18 janvier 1896, et prend donc la particule von, puis il est élevé à la dignité de chevalier de l'ordre de l'Aigle noir avec collier. Trois ans plus tard, le 7 mars 1899, il est nommé à la suite de SMI et mis à disposition.
Il commence la rédaction de ses Mémoires en 1904 et écrit régulièrement des articles dans la presse consacrée à la marine, ou des chroniques consacrée à l'histoire de la marine dans diverses revues.
L'amiral von Knorr meurt d'une pneumonie après avoir été à la chasse. Son fils Wolfram von Knorr (1880-1940) était aussi officier de marine et commanda pendant la Première Guerre mondiale le SMS Breslau, puis le croiseur SMS Meteor (en). Son seul petit-fils, Wolf von Knorr (né en 1907), perdit la vie dans un accident de la circulation en 1928.
Une rue de Sarrelouis, sa ville natale, a été nommée d'après lui en son hommage Admiral-Knorr-Straße.